# 8آذار (الرقة)
8آذار قرية سورية تتبع ناحية مركز تل ابيض في منطقة تل أبيض في محافظة الرقة. بلغ عدد سكانها 448 نسمة في عام 2004 حسب إحصاء المكتب المركزي للإحصاء.